# るぅと
るぅと（1998年10月25日 - ）は、日本の男性歌い手、シンガーソングライター。6人組エンタメユニットすとぷりのメンバー。グループでは楽曲制作を担当する音楽クリエイターとしても活動。栃木県出身。グループでの活動のほかに、YouTubeでの歌ってみた動画やオリジナル楽曲のミュージック・ビデオの投稿、動画配信サイトでの生放送などで活動している。

## 来歴

### 生い立ち
1998年10月25日、栃木県に生まれる。家の近所に住む女性がピアノを習っており、彼女に憧れを抱いたるぅとの姉は、ピアノを習い始める。るぅとは物心がついた幼稚園のころより「姉のついで」として、一緒にピアノを習い始める。そのため、るぅとは「気づいたときにはピアノが弾けていた」。家にピアノを購入してしまったことにより、姉が辞めてもるぅとだけは中学3年までピアノを続けていた。父親がアコースティックギターを所持していたため、中学生のころに借りて弾いてみたところ、弦を押さえるのが難しいという理由で断念するも、このころが本格的に興味を持ったタイミングかもしれないと話している。

### 音楽活動開始まで
中学2年のころに「歌ってみた」を知り、ボーカロイドの曲を聴くようになる。投稿者の年齢が自分と近いことを知ったるぅとは興味をもったが、「やってみよう」と考えるのではなく、それをきっかけにミックスに興味を抱いた。中学3年のるぅとはミックス用のソフトの購入ができず、無料のソフトを使用してミックスの勉強を開始。この時点で機材やソフトを決めていたため、高校生になってすぐにアルバイトを始め、マイクとソフトを購入。歌を録音し、ミックスの練習を開始する。高校1年の時に軽音楽部に入部し、「ギターに触る機会」を得る。そこで「そんなに難しくない」と感じたるぅとは、ギターを始める。
高校2年の時、かいりきベアの「セイデンキニンゲン」の「歌ってみた」を「ちょっとうまくできた」と考えたるぅとは、2015年4月19日に楽曲を投稿して活動を開始。コメントを貰ったことが嬉しかったため、試行錯誤をしながら「歌ってみた」の投稿を続ける。すとぷりでの活動前は、「歌ってみた」を中心に活動。「自分の行動が、誰かに喜んでもらえる」という実感を得たことにより、配信者として活動していく中で、「自分のメロディーと歌詞で、みんなの心を動かしたい」と思い、「オリジナル曲を作ってみたい」と考えるようになる。
人とのコミュニケーションが苦手なるぅとだが、すとぷりのメンバーの莉犬とはすとぷりの結成前に知り合い、莉犬と「活動人生で最初に仲良く」なる。

### すとぷりに加入
活動開始から1年が経過したころ、すとぷりのメンバーのななもり。と知り合う。声の良さやミックスへのこだわり、人柄を理由にすとぷりに勧誘され、面白そうだと感じたため、やりたいと即答したことにより、2016年6月4日からグループとしての活動を開始。すとぷりとして活動をしていなかったら、保育士かミキシング・エンジニアになっていたという。6月19日にYouTubeのチャンネルを開設。
高校3年の時に作曲が難しいと感じたるぅとは一度挫折をするが、活動をする上で楽曲を制作したいと考え、3年制の音楽の専門学校への進学を決意。2017年7月29日に初のワンマンライブを開催し、2018年1月6日にInstagramを開設。

### 活動に専念すると決意
専門学校に入学した後に楽曲の制作を考えていたが、なかなか作れるようにならず、るぅとは焦り始める。曲が形になればアルバムを出したいと考えていたが、実力が伴わずにいた。当時、るぅとだけがすとぷりのメンバーの中で、学業と兼業で活動していることに葛藤する。学校の課題をこなし、配信を行うと、動画投稿が困難になり、楽曲の制作する時間が足りないとるぅとは考えるようになる。2018年9月12日、専門学校2年の時に初のミニアルバム『君と僕のストーリー』を発売。
専門学校2年の後半になると、学校を辞めるか悩み、ななもり。に相談する。活動が自分の中で「とても大きなもの」になったと考えたるぅとは、活動に専念することを決意。2019年8月、専門学校を中退してインターネットでの活動に専念する決断をしたことを、幕張メッセでのライブ「すとろべりーめもりーvol.9」で明かす。

### 活動専念後
2019年10月30日には、自身が全曲作詞作曲を手掛けた1stフルアルバム『君と僕の秘密基地』がリリースされ、オリコン週間アルバムランキングで初週4位を獲得。
2021年8月14日に2ndEP『忘れ愛』を配信リリースし、その記念に同日に初の単独でのバーチャルライブを開催。
2021年、誕生日である10月25日に初の公式ファンブックとなる『るぅとめもりー』を発売。
2024年5月6日、「100万人耐久歌枠」にて自身のYouTubeチャンネルである「るぅとちゃんねる」が100万人を突破。2025年4月7日から『おはスタ』のテーマソングをプロデュースしている。

## 人物
血液型はO型。身長168.2センチメートル。好きな食べ物はお寿司で、るぅとの制作による楽曲「1人で泣いてた僕に」にお寿司が登場する。
楽曲制作をしているため「音」にこだわるるぅとは、「音響関係の機材」にこだわり、つい集めてしまうという。演奏できる楽器の数は4個。リスナーと自身たちの関係を「楽曲として反映させて表現したい」と考え、「僕にしか作ることができない曲を作りたい」を念頭に置き、制作されている。
作詞をする際には、実体験も登場させている。
アニメイトタイムズによると、穏やかな人柄で可愛らしい歌声を持つ努力家である。

### すとぷりでの役割
すとぷりの最年少メンバーで黄色担当。そのため、好きな色は黄色。すとぷりあにまるはハムスターで、るぅとは自分を動物に例えるとしたらハムスターであると答えている。腹黒キャラで、甘え上手な末っ子キャラ。
公式ペアはるぅと×莉犬（るぅりーぬ）。るぅと、ころん、莉犬の3人で信号機組、または子供組と呼ばれている。作詞、作曲やMixも担当する。すとぷりの音楽クリエイター。すとぷりのメンバーとして「王子さまでいること」を大切にしている。

## ディスコグラフィ

### ミュージックビデオ
| 公開年 | 月日     | タイトル                                 | 制作者                               | 収録アルバム       |
| ------ | -------- | ---------------------------------------- | ------------------------------------ | ------------------ |
| 2018年 | 8月12日  | 「君と僕のストーリー」                   | MIZUNO CABBAGE、白湯                 | 君と僕のストーリー |
| 2018年 | 10月25日 | 「この想いを歌に」                       | えるいー、白湯                       | 君と僕の秘密基地   |
| 2019年 | 1月27日  | 「コンパス」                             | えるいー、白湯                       | 君と僕の秘密基地   |
| 2019年 | 6月16日  | 「クローバー」                           | えるいー、白湯                       | 君と僕の秘密基地   |
| 2019年 | 8月19日  | 「あの夏に陽を点けて」                   | えるいー、隼                         | 君と僕の秘密基地   |
| 2019年 | 10月14日 | 「君と僕の秘密基地」                     | えるいー、白湯                       | 君と僕の秘密基地   |
| 2019年 | 12月21日 | 「拝啓、不平等な神様へ」                 | 壇上大空                             | 君と僕の秘密基地   |
| 2020年 | 5月16日  | 「ジェスター」                           | 水呑朔                               | 僕は雨に濡れた     |
| 2020年 | 6月21日  | 「夜桜非行」                             | 壇上大空                             | 僕は雨に濡れた     |
| 2020年 | 8月17日  | 「僕は雨に濡れた」                       | 水呑朔                               | 僕は雨に濡れた     |
| 2020年 | 8月25日  | 「アイディー」                           | しまぐち ニケ                        | 僕は雨に濡れた     |
| 2020年 | 12月23日 | 「腐心」                                 | 門脇康平                             | 僕は雨に濡れた     |
| 2021年 | 4月11日  | 「ガラクタリブート」                     | 隼、利波雷                           | アルバム未収録     |
| 2021年 | 8月7日   | 「クロマト」                             | 水呑朔                               | 忘れ愛             |
| 2021年 | 8月14日  | 「忘れ愛」                               | 水呑朔                               | 忘れ愛             |
| 2021年 | 10月25日 | 「君と僕のストーリー - Birthday Ver.」   | えるいー、nanao                      | アルバム未収録     |
| 2022年 | 4月19日  | 「ありふれた日々と、ありふれない君と。」 | えるいー、nanao                      | アルバム未収録     |
| 2022年 | 8月6日   | 「ねぇよな」                             | トキチアキ                           | アルバム未収録     |
| 2022年 | 8月13日  | 「わんだーふぁいんだー！」               | えるいー、白湯                       | アルバム未収録     |
| 2022年 | 10月25日 | 「どうしようもなく」                     | 隼                                   | アルバム未収録     |
| 2023年 | 3月2日   | 「生きる話」                             | STPR Studio、白湯                    | アルバム未収録     |
| 2023年 | 8月3日   | 「熱と白昼夢」                           | かずらけい、risumi                   | アルバム未収録     |
| 2023年 | 8月17日  | 「キドアイラク」                         | はるもつ（頃之介）                   | アルバム未収録     |
| 2023年 | 12月20日 | 「キミロス」                             | Riesz、ゆーり                        | アルバム未収録     |
| 2024年 | 4月19日  | 「この声の合図が」                       | 水呑朔、もうり                       | アルバム未収録     |
| 2024年 | 6月26日  | 「嘘でごめんね」                         | 弐渡慎也                             | アルバム未収録     |
| 2024年 | 7月29日  | 「ずっと僕は」                           | TSUMOI、淘々                         | アルバム未収録     |
| 2024年 | 8月29日  | 「後悔日誌」                             | アニメーションこうぼう。             | アルバム未収録     |
| 2024年 | 10月25日 | 「透明な翼」                             | 水呑朔                               | アルバム未収録     |
| 2025年 | 1月30日  | 「アンスーパーマン」                     | HAR、SiNA                            | アルバム未収録     |
| 2025年 | 3月25日  | 「びっぐらびゅ」                         | リリぴ、白湯                         | アルバム未収録     |
| 2025年 | 4月19日  | 「四月を数えて」                         | ○○、ゆーり                           | アルバム未収録     |
| 2025年 | 7月7日   | 「ファーストステップ」                   | たんしお、黒城ろこ、あンまん、まりー | アルバム未収録     |
| 2025年 | 8月16日  | 「夏聲」                                 | HAR、SiNA                            | アルバム未収録     |

| 公開年 | 月日    | タイトル                   | 歌手名             | 制作者                     | 収録アルバム                        |
| ------ | ------- | -------------------------- | ------------------ | -------------------------- | ----------------------------------- |
| 2019年 | 1月3日  | 「ちこくしてもいいじゃん」 | 莉犬×るぅと        | 利波 雷、桐谷              | 君と僕のストーリー                  |
| 2019年 | 12月5日 | 「溶解ウォッチ」           | 莉犬×るぅと        | LEVEL5                     | すとぷり「すとろべりーねくすとっ!」 |
| 2020年 | 2月2日  | 「咲かせて恋の1･2･3!」     | 莉犬×るぅと×ころん | まきのせな、nanao          | すとぷり「すとろべりーねくすとっ!」 |
| 2024年 | 2月25日 | 「エンキョリクライ。」     | 莉犬×るぅと        | 餅村そらた、椎柚あげ(R11R) | すとぷり 「Strawberry Prince」      |

### 正式リリースがされていない楽曲・ショート楽曲
|      | 投稿日         | タイトル                                | 作詞        | 作曲      | 編曲 | 投稿先                                      | 備考                                           |
| ---- | -------------- | --------------------------------------- | ----------- | --------- | ---- | ------------------------------------------- | ---------------------------------------------- |
| 1st  | 2017年 6月21日 | 私の気持ち                              | るぅと      | るぅと    | -    | YouTube                                     | すとぷりメンバーころんへの愛を綴った楽曲。     |
| 2nd  | 6月27日        | 1人で泣いてた僕に                       | るぅと      | るぅと    | -    | YouTube                                     | すとぷりメンバーななもり。への愛を綴った楽曲。 |
| 3rd  | 7月4日         | むしがむり                              | るぅと      | るぅと    | -    | YouTube Twitter                             | すとぷりメンバー莉犬が大好きな楽曲。           |
| 4th  | 2020年 3月14日 | バレンタインデーのお返ししにきたよ…の曲 | るぅと      | るぅと    | -    | Twitter TikTok                              |                                                |
| 5th  | 2021年 8月3日  | ばればれ。                              | るぅと TOKU | るぅと 松 | 松   | YouTube Shorts Twitter TikTok YouTube Music | 短編楽曲。                                     |
| 6th  | 8月6日         | ごめんね。                              | るぅと TOKU | るぅと 松 | 松   | YouTube Shorts Twitter TikTok YouTube Music | 短編楽曲。                                     |
| 7th  | 8月10日        | ◯にたい。                               | るぅと TOKU | るぅと 松 | 松   | YouTube Shorts Twitter TikTok YouTube Music | 短編楽曲。                                     |
| 8th  | 8月13日        | 憎んでら。                              | るぅと TOKU | るぅと 松 | 松   | YouTube Shorts Twitter TikTok YouTube Music | 短編楽曲。                                     |
| 9th  | 8月16日        | いいよ。                                | るぅと TOKU | るぅと 松 | 松   | YouTube Shorts Twitter TikTok YouTube Music | 短編楽曲。                                     |
| 10th | 8月19日        | メラトニンさん                          | るぅと TOKU | るぅと 松 | 松   | YouTube Shorts Twitter TikTok YouTube Music | 短編楽曲。                                     |
| 11th | 8月23日        | 限界オタク                              | るぅと TOKU | るぅと 松 | 松   | YouTube Shorts Twitter TikTok YouTube Music | 短編楽曲。                                     |
| 12th | 8月25日        | 残り火                                  | るぅと TOKU | るぅと 松 | 松   | YouTube Shorts Twitter TikTok YouTube Music | 短編楽曲。                                     |
| 13th | 8月27日        | 迷子                                    | るぅと TOKU | るぅと 松 | 松   | YouTube Shorts Twitter TikTok YouTube Music | 短編楽曲。                                     |
| 14th | 8月29日        | 甘い地獄                                | るぅと TOKU | るぅと 松 | 松   | YouTube Shorts Twitter TikTok YouTube Music | 短編楽曲。                                     |
| 15th | 8月31日        | 心臓を編む                              | るぅと TOKU | るぅと 松 | 松   | YouTube Shorts Twitter TikTok YouTube Music | 短編楽曲。                                     |

### 参加作品
| リリース日     | タイトル                  | アーティスト | 規格品番  | 参加楽曲 |
| -------------- | ------------------------- | ------------ | --------- | --- |
| 2018年4月14日  | 「R」ealize               | 莉犬         | RINU1     | 3.凸凹ピース (莉犬×るぅと)                                                                                         |
| 2019年3月27日  | すとろべりーすたーと      | すとぷり     | STPR-1000 | 5.すとろべりーごーらんどっ (莉犬×るぅと)                                                                           |
| 2019年6月5日   | 恋より甘いDolceはいかが？ | Dolce        | DLCE-0001 | 1.イロドレ (Dolce) 4.魔法の言葉 (眠 桔平(CV:るぅと)) 8.ベビベビ (Dolce)                                            |
| 2019年7月3日   | すとろべりーらぶっ!       | すとぷり     | STPR-1001 | 6.道標 (ころん×るぅと×莉犬)                                                                                        |
| 2019年12月11日 | タイムカプセル            | 莉犬         | STPR-1005 | 12.ノスタルジーの窓辺 (莉犬×るぅと)                                                                                |
| 2020年1月15日  | すとろべりーねくすとっ!   | すとぷり     | STPR-1006 | 8.溶解ウォッチ (莉犬×るぅと) 11.咲かせて恋の1・2・3! (莉犬×るぅと×ころん)                                          |
| 2020年11月11日 | Strawberry Prince         | すとぷり     | STPR-1009 | 9.じゃむじゃむシグナル (莉犬×るぅと×ころん) 12.エンキョリクライ。 (莉犬×るぅと) 1.Booo! (原曲:TOKOTOKO(西沢さんP)) |
| 2022年1月12日  | シャッターチャンス!       | 莉犬         | STPR-1013 | 11.ギミ・ギミ・キミ！ (莉犬×るぅと)                                                                                |
| 2022年12月21日 | Here We Go!!              | すとぷり     | STPR-9016 | 10.がぶ・がぶ・らぶ！ (莉犬×るぅと) 12.ドタバタお騒がせエブリデイ！ (ころん×るぅと)                                |
| 2025年8月13日  | 言ノ葉ワンダーランド      | 莉犬         | STPR-1024 | 11.Who’s your prince? (るぅと×莉犬)                                                                                |

| リリース       | タイトル         | 参加楽曲                                                        |
| -------------- | ---------------- | --------------------------------------------------------------- |
| 2016年12月31日 | ロールプレイング | 5.一騎当千 (原曲:梅とら) 16.天ノ弱 (みきとP arrange) (原曲:164) |

### タイアップ
| 年   | 曲名             | タイアップ                                                     | 備考             |
| ---- | ---------------- | -------------------------------------------------------------- | ---------------- |
| 2019 | 溶解ウォッチ     | Nintendo Switch/PS4ソフト「妖怪ウォッチ4++」オープニングテーマ | 歌唱:莉犬×るぅと |
| 2021 | ガラクタリブート | 映画「復興応援 政宗ダテニクル 合体版＋」エンディングテーマ     |                  |

### 楽曲提供
- すとぷり
  - 苺色夏花火 [作曲][122]
  - Flowering palettes [作詞・作曲][123]
  - パレードはここさ [作曲][124]
  - すとろべりーはろうぃんないと [作曲][122]
  - クリスマスの魔法 [作曲][122]
  - Strawberry Nightmare [作曲][125]
  - Spreading palettes [作詞・作曲][83]
  - 最終列車 [作曲][126]
  - Next Stage!! [作曲][127]
  - LOOK UP [作曲][127]
  - マブシガリヤ [作曲][128]
  - Streamer [作曲][129]
    - ツイキャス「ふるふるふるーつキャンペーン」キャンペーンソング[129]。

  - チェキラ☆ [作曲][128]
  - 向こうへ [作詞・作曲][130]
    - 荒野行動3周年テーマソング[130]。

  - ハジメテキミと [作曲][128]
  - Believe [作曲][131]
  - ホワイトプロミス [作曲][125]
  - ナミダメ [作曲][132]
  - リスクテイカー [作詞・作曲][133]
    - IdentityV 第五人格3周年アニバーサリーソング[133]。

  - START [作曲][134]
    - テレビアニメ『カードファイト!! ヴァンガード overDress』Season2 オープニングテーマ[134]。

  - パレードへおかえり [作詞・作曲][124]
  - 召しませトリックナイト [作詞・作曲][135]
  - シルベボシ [作詞・作曲][136]
  - Strawberry Smile Magic [作詞・作曲][137]
  - パレードはここから [作詞・作曲][138]
  - ヨアケイロ [作詞・作曲][139]
  - 手をつないで歩こう [作曲][140]
  - イタズラナイトマーチ [作詞・作曲][141]
  - ないしょのプレゼントフォーユー！ [作詞・作曲][142]
  - 転生したら王子様だった件！ [作詞・作曲][142]
  - Accelerate [作詞・作曲][142]
  - ハナミライ [作詞・作曲][143]
  - ニジイロヒストリー [作詞・作曲][144]
  - STPRQUEST [作詞・作曲][145]
  - Re☆STARt [作詞・作曲][146]
  - FF & Flapping [作詞・作曲][147]
  - 未完成のシナリオ [作詞・作曲][148]
  - ぱーてぃ・いん・ざ・ぼっくす！ [作詞・作曲][149]
  - 雨天決行 [作詞・作曲][62]
  - 生まれたその時から [作詞・作曲][62]
  - 苺色夏花火 SpecialArrangeVer.2024 [作詞・作曲][150]
  - 大好きが届くまで。 [作詞・作曲][151]
  - 願い風 [作詞・作曲][152]
- ころん
  - 敗北ヒーロー [作曲][153]
  - 敗北の未来地図 [作曲][154]
  - 敗北ヒーロー (Piano Ver.) [作曲][155]
  - ポジティブブルー [作曲][156]
  - 勝利のヒーロー [作曲][157]
- ななもり。
  - ごめん。正直めっちゃ好き。 [作曲][158]
- 莉犬
  - 君の方が好きだけど [作曲][159]
  - タイムカプセル [作曲][126]
  - シャッターチャンス! [作曲][119]
  - 好きすぎ注意報♡ [作曲][160]
  - 迷い星の歌 [作詞・作曲][161]
  - エンドロールのその先へ [作曲][162]
- 莉犬×るぅと（るぅと×莉犬）
  - ちこくしてもいいじゃん [作詞・作曲][123]
  - すとろべりーごーらんどっ [作詞・作曲][163]
  - 行け！僕らのスクールフロント！ [作詞・作曲][164]
  - ノスタルジーの窓辺 [作曲][155]
  - エンキョリクライ。 [作曲][165]
  - ギミ・ギミ・キミ！ [作曲][119]
  - がぶ・がぶ・らぶ！ [作詞・作曲][142]
- さとみ×ころん
  - でこぼこげーむぱーてぃー [作詞・作曲][163]
  - Code - 暗号解読 - [作詞・作曲][166]
    - IdentityV 第五人格1周年[167]アニバーサリーソング。
- ななもり。×ジェル
  - 非リアドリーム妄想中！ [作曲][163]
- 莉犬×るぅと×ころん（ころん×るぅと×莉犬）
  - 道標 [作曲][163]
  - 咲かせて恋の1・2・3! [作詞・作曲][127]
- ななもり。×さとみ×ジェル
  - キングオブ受動態 [作曲][163]
- ころん×るぅと
  - ドタバタお騒がせエブリデイ！ [作詞・作曲][142]
- KnightA-騎士A-
  - AllVIN [作詞・作曲][168]
- AMPTAKxCOLORS
  - RAINBOWxCOLORS [作詞・作曲][169]
  - RAINBOWxPATROL [作詞・作曲][170]
- ぶらっくだいや
  - ブラックエンド [作曲・MIX][171][172]
- あにぱに（莉犬feat.ばぁう＆ちぐさくん）
  - Queen's illusion [作詞・作曲][173]

## 著書
- 『るぅとめもりー』（企画・プロデュース：ななもり。、著：るぅと×ななもり。、STPR BOOKS/リットーミュージック[174]、2021年10月25日初版発行（同日発売[175]）、ISBN 978-4-8456-3690-7）

## 出演
全て声の出演
- メディアミックスプロジェクト『Dolce』（眠桔平[176]）
- ゲーム『HoneyWorks Premium Live』（2020年、眠桔平[177]）

## ライブ
| 年   | タイトル                                            | 規模・月日・会場                          | 備考               |
| ---- | --------------------------------------------------- | ----------------------------------------- | ------------------ |
| 2017 | はじめてのはっぴょうかい!                           | 7月29日 東京都 渋谷チェルシーホテル       | 初のワンマンライブ |
| 2018 | New Myself CLUB SEATA                               | 3月26日 東京都 吉祥寺CLUB SEATA           |                    |
| 2018 | 君と僕のストーリー                                  | 8月20日 東京都 新宿BLAZE                  |                    |
| 2020 | 君と僕の秘密基地                                    | 1月6日 Zepp Diver City(Tokyo)             |                    |
| 2021 | るぅと 2nd EP『忘れ愛』リリース記念バーチャルライブ | 8月14日 YouTube オンライン配信            | バーチャルライブ   |
| 2026 | るぅと ワンマンライブ                               | 2月予定 東京都 国立代々木競技場第一体育館 |                    |

### ユニットメンバー
1. 1 2  白雪風真（莉犬）、灰賀一騎（坂田明）、眠桔平（るぅと）、塔上沙良（浦田わたる）、豆井戸亘利翔（いそろく）